# Salix anatolica
Salix anatolica är en videväxtart som beskrevs av Jerzy Zieliński och D.Tomasz.. Salix anatolica ingår i släktet viden, och familjen videväxter. Inga underarter finns listade i Catalogue of Life.